# Il trionfo di Robin Hood
Il trionfo di Robin Hood è un film del 1962 diretto da Umberto Lenzi.

## Trama
La mancata amnistia a seguito della morte di re Enrico fa ingrossare le file della banda di Robin Hood, che mette a segno una serie di furti ai danni del barone Elwin. Ma Elwin si allea con il conte Goodman e Sir Tristano di Goldsborough: le cose si mettono male per Robin e i suoi seguaci.